# RL-10

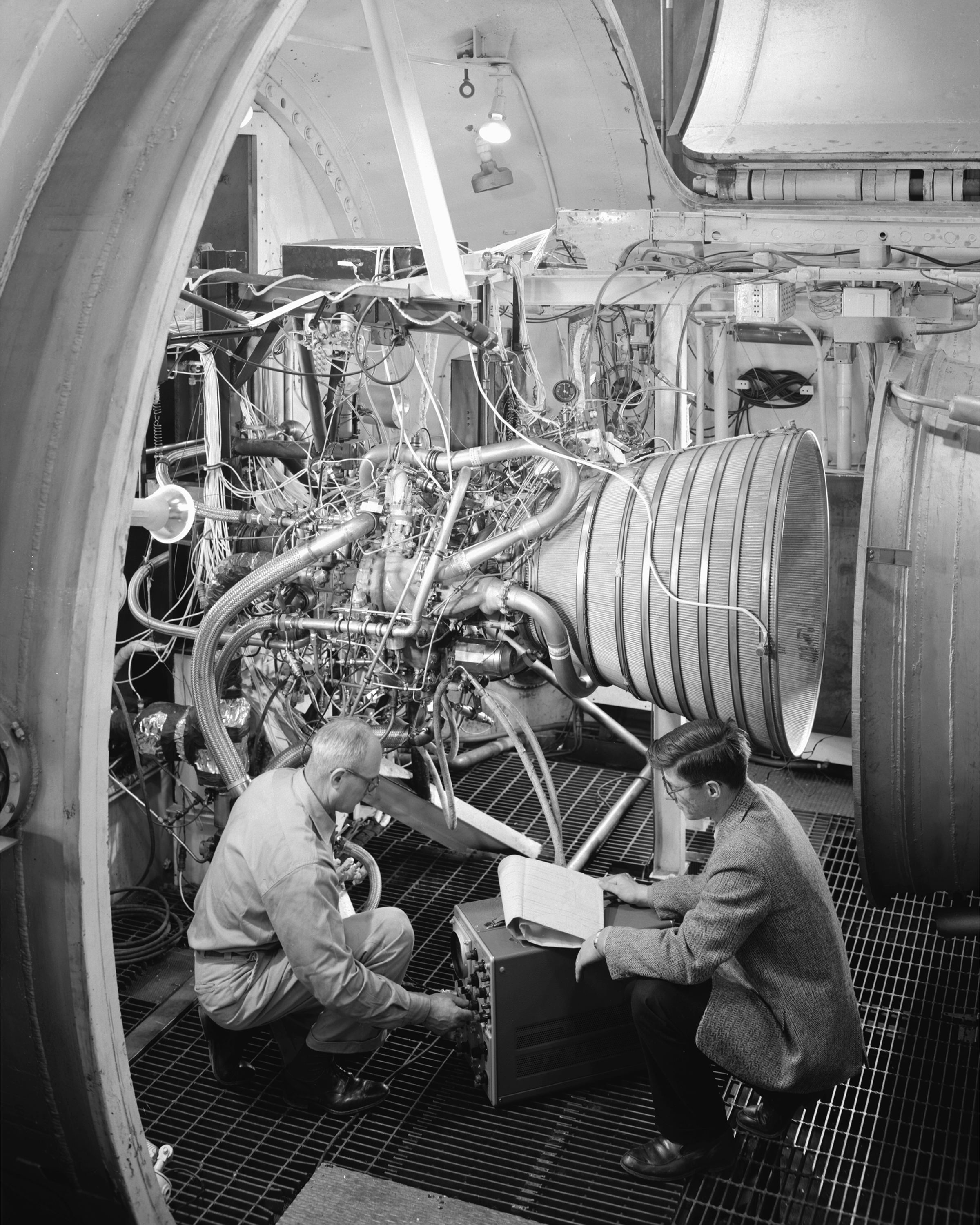
試験中のRL-10

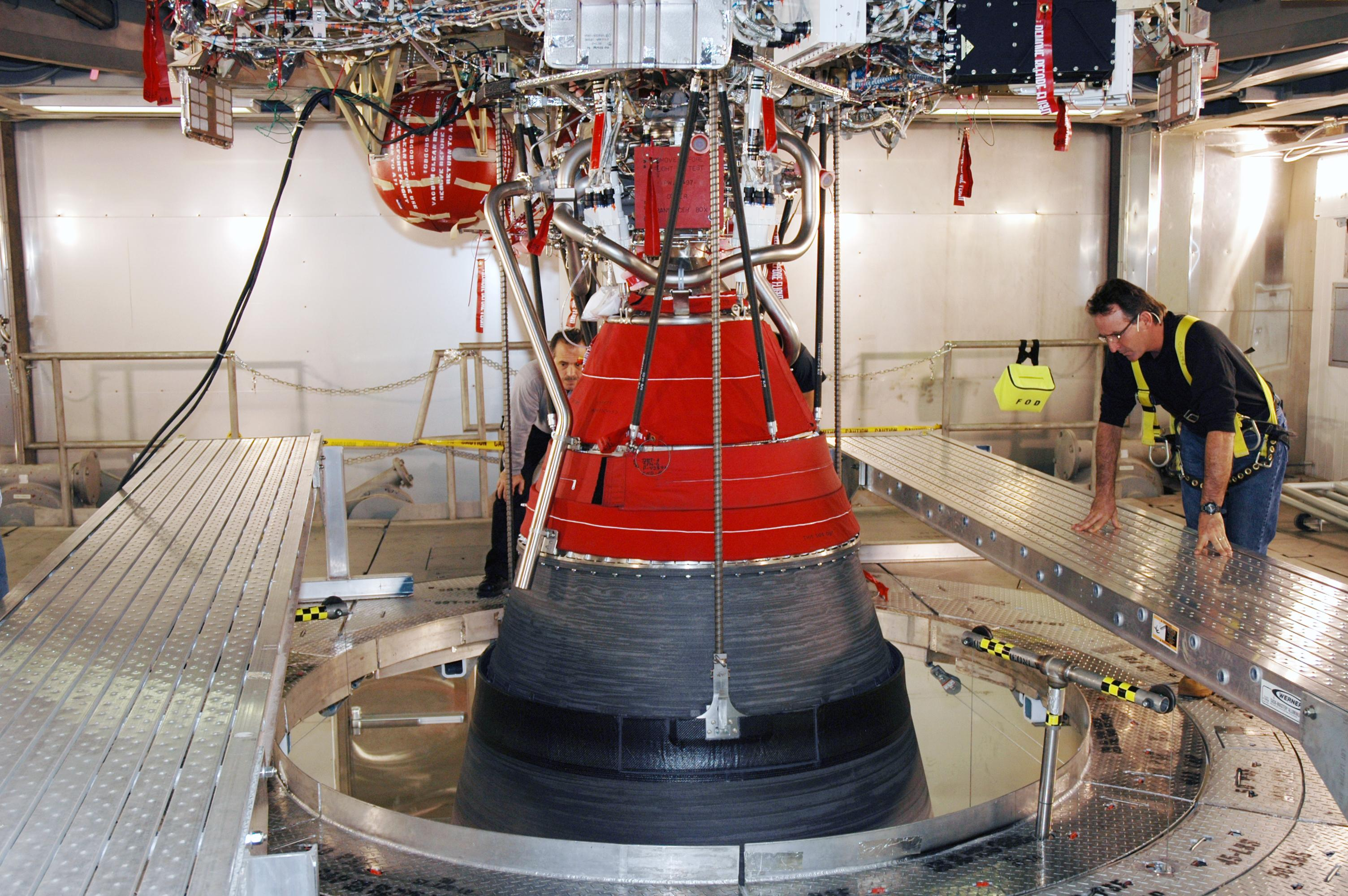
デルタIVロケットの2段目のRL10B-2

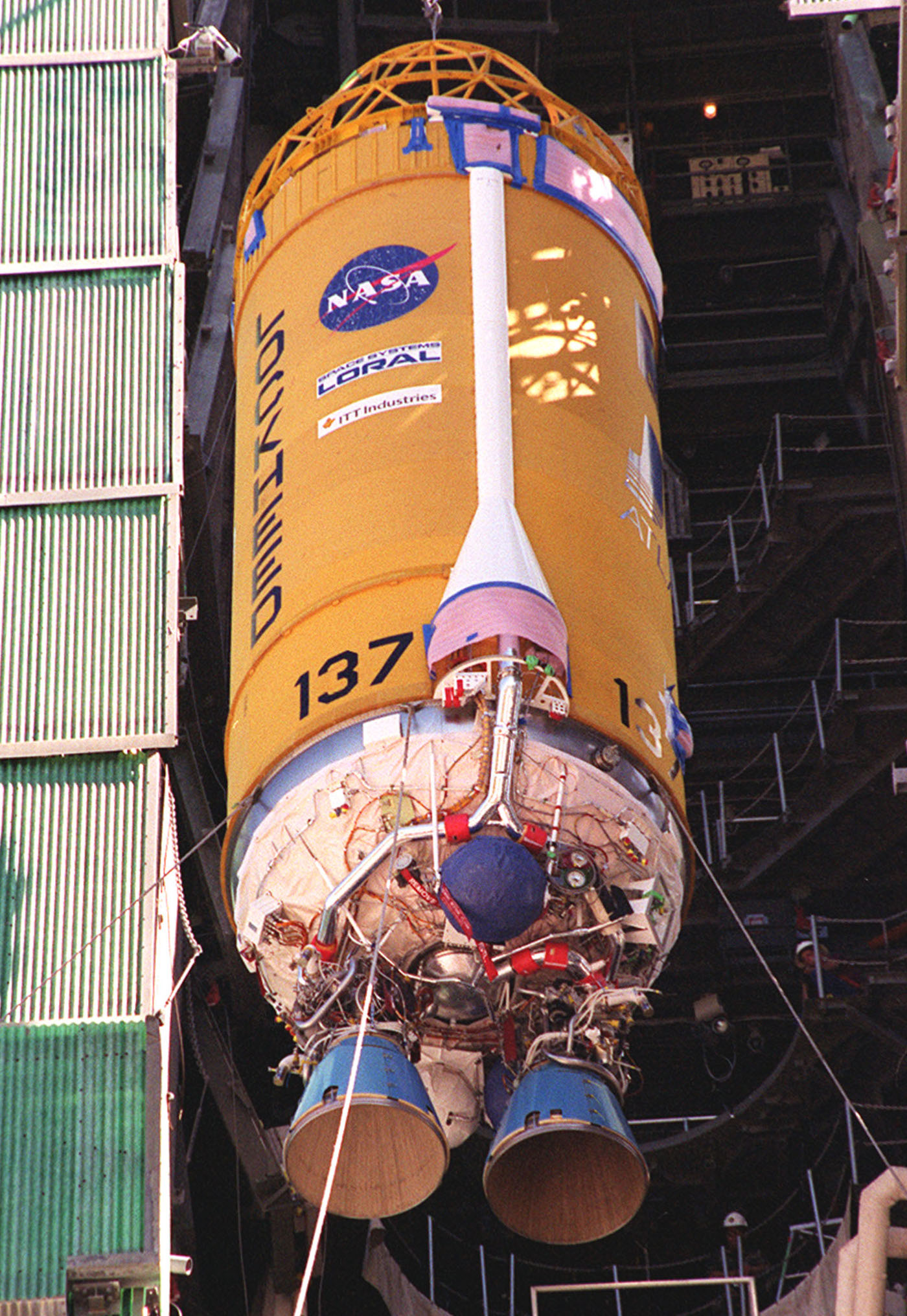
セントール2AのRL10A-4

RL-10はアメリカ合衆国で初の液体水素燃料のエンジンである。サターンI 型ロケットの2段目であるS-IVに6基が使用された。1または2基のRL-10がアトラスやタイタンの上段のセントールに使用されている。
RL10は1959年に最初の地上試験が行われ、1963年に初めて打ち上げられた。

## RL10原型の仕様
推力 : 15,000 ポンド (66.7 kN)
燃焼時間: 470秒
形式: エキスパンダーサイクル
比推力: 433秒 (4.25 kN·s/kg)
重量 - 乾燥重量: 298 lb (135 kg)
全高: 68 in (1.73 m)
直径: 39 in (0.99 m)
ノズル膨張比: 40 to 1
推進剤: LOX & LH2
推進剤流量: 35 lb/s (16 kg/s)
生産メーカー: プラット・アンド・ホイットニー
採用例: サターンI第2段 - 6基
採用例: セントール 1基ないしは2基

## 現行機
RL-10は改良が繰り返されてきた。現行機の一つであるRL-10B-2はデルタIII同様、デルタIVの2段目に使用されている。元のRL-10よりも大幅に性能が向上している。拡張された機能として伸展ノズルの採用が含まれ、軽量化と信頼性を高める為に電気駆動式のジンバルが使用されている。現在、比推力は462秒(噴出速度は4.55km/sに相当)まで高められている。

### 仕様
RL10B-2
- 推力 (高高度): 24,750 lbf (110.1 kN)
- 形式: エキスパンダーサイクル
- 燃焼時間: 1,152 秒
- 比推力: 462秒 (4.53 kN·s/kg)
- エンジン乾燥重量: 664 lb (301 kg)
- 高さ: 163 インチ (4.14 m)
- 直径: 87 インチ (2.21 m)
- ノズル開口率: 250:1
- 推進剤混合率: 5.88:1
- 推進剤: 液体酸素 - 液体水素
- 推進剤流量: 酸化剤 41.42 lb/s (20.6 kg/s), 燃料 7.72 lb/s (3.5 kg/s)
- 生産メーカー: プラット・アンド・ホイットニー
- 採用例: デルタ III, デルタ IV 第2段 (1基)

RL10B-2燃焼室のろう付けの欠陥がオリオン-3通信衛星を運ぶデルタIIIの打ち上げ失敗の原因として断定された。
RL10A-4-2
- 推力 (高高度):  16,500 - 22,300lbf ( kN)
- 形式: エキスパンダーサイクル
- 燃焼時間:  秒
- 比推力: 444.4 - 451.0秒 ( kN·s/kg)
- エンジン乾燥重量:  310 - 370lb ( kg)
- 高さ:  インチ ( m)
- 直径:  インチ ( m)
- ノズル開口率: :
- 推進剤混合率: 5.1 - 5.5:1
- 推進剤: 液体酸素 - 液体水素
- 推進剤流量: 酸化剤 lb/s ( kg/s), 燃料  lb/s ( kg/s)
- 生産メーカー: プラット・アンド・ホイットニー
- 採用例: アトラス V 第2段 (1基)

## 派生型
| 型式      | 現状     | 最初の打ち上げ | 乾燥重量        | 推力                   | Isp (vac)            | 全長               | 直径                | T:W  | O:F    | 膨張比 | 燃焼室圧力            | 燃焼時間 | 搭載段                                      | 備考          |
| --------- | -------- | -------------- | --------------- | ---------------------- | -------------------- | ------------------ | ------------------- | ---- | ------ | ------ | --------------------- | -------- | ------------------------------------------- | ------------- |
| RL10A-1   | 引退済   | 1962           | 131 kg (289 lb) | 66.7 kN (15,000 lbf)   | 425 s (4.17 km/s)    | 1.73 m (5 ft 8 in) | 1.53 m (5 ft 0 in)  | 52:1 |        | 40:1   |                       | 430 s    | セントール A                                | 試作          |
| RL10A-3   | 引退済   | 1963           | 131 kg (289 lb) | 65.6 kN (14,700 lbf)   | 444 s (4.35 km/s)    | 2.49 m (8 ft 2 in) | 1.53 m (5 ft 0 in)  | 51:1 | 5:1    | 57:1   | 32.75 bar (3,275 kPa) | 470 s    | セントール B/C/D/E S-IV                     | [ 7 ]         |
| RL10A-4   | 引退済   | 1992           | 168 kg (370 lb) | 92.5 kN (20,800 lbf)   | 449 s (4.40 km/s)    | 2.29 m (7 ft 6 in) | 1.17 m (3 ft 10 in) | 56:1 | 5.5:1  | 84:1   |                       | 392 s    | セントール IIA                              | [ 8 ]         |
| RL10A-4-1 | 引退済   | 2000           | 167 kg (368 lb) | 99.1 kN (22,300 lbf)   | 451 s (4.42 km/s)    |                    | 1.53 m (5 ft 0 in)  | 61:1 |        | 84:1   |                       | 740 s    | セントール IIIA                             | [ 9 ]         |
| RL10A-4-2 | 生産中   | 2002           | 167 kg (368 lb) | 99.1 kN (22,300 lbf)   | 451 s (4.42 km/s)    |                    | 1.53 m (5 ft 0 in)  | 61:1 |        | 84:1   |                       | 740 s    | セントール IIIB セントール V1 セントール V2 | [ 10 ]        |
| RL10A-5   | 引退済   | 1993           | 143 kg (315 lb) | 64.7 kN (14,500 lbf)   | 373 s (3.66 km/s)    | 1.07 m (3 ft 6 in) | 1.02 m (3 ft 4 in)  | 46:1 | 6:1    | 4:1    |                       | 127 s    | DC-X                                        | [ 11 ]        |
| RL10B-2   | 生産中   | 1998           | 277 kg (611 lb) | 110 kN (25,000 lbf)    | 462 s (4.53 km/s)    | 4.14 m (13.6 ft)   | 2.13 m (7 ft 0 in)  | 40:1 | 5.85:1 | 280:1  | 44.12 bar (4,412 kPa) | 700 s    | デルタ極低温第2段                           | [ 1 ]         |
| RL10B-X   | 中止     |                | 317 kg (699 lb) | 93.4 kN (21,000 lbf)   | 470 s (4.6 km/s)     |                    | 1.53 m (5 ft 0 in)  | 30:1 |        | 250:1  |                       | 408 s    | セントール B-X                              | [ 12 ]        |
| CECE      | 実証終了 |                | 160 kg (350 lb) | 66.7 kN (15,000 lbf)   | >445 s (4.36 km/s)   | 1.53 m (5 ft 0 in) |                     |      |        |        |                       |          |                                             | 原型実証機    |
| RL10C-1   | 生産中   | 12/2014        | 188 kg (414 lb) | 106.31 kN (23,900 lbf) | 453.8 s (4.398 km/s) | 2.46 m (8 ft 1 in) | 1.57 m (5.2 ft)     | 57:1 | 5.88:1 | 130:1  |                       | 2000     | セントールV                                 | [ 15 ] [ 16 ] |

## コンステレーション計画

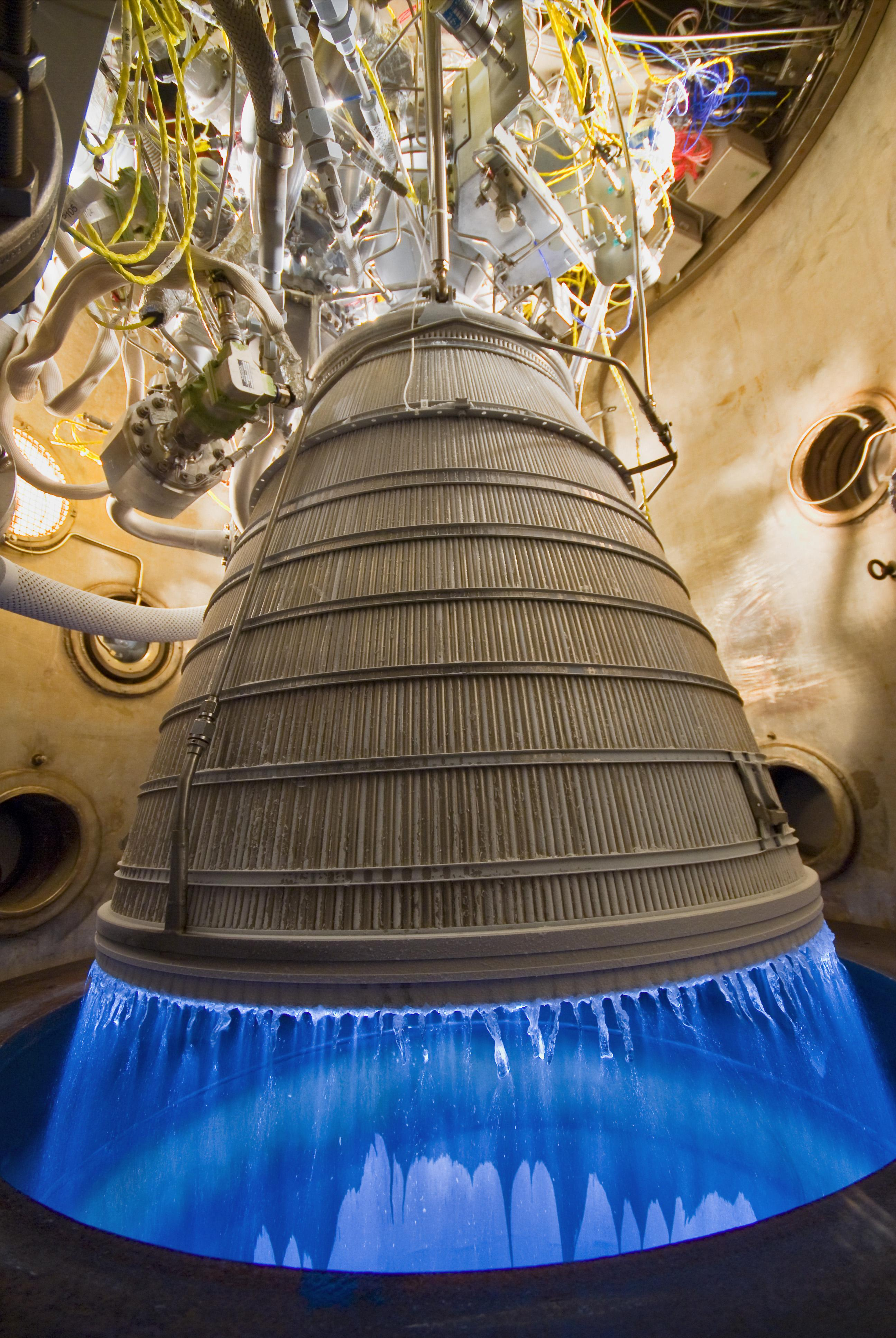
試験中のCECE

コンステレーション計画は2010年に中止された。

### アルタイル
2005年、NASAはオリオン宇宙船にアポロのような宇宙船の仕様の提案を採用する事を決めたと発表した。当時、NASAは降下部分として新しいアルタイル(LSAM、月面連絡モジュール)に液体水素と液体酸素を動力として使用する予定だった。当初の計画では上昇段には液化メタンと液体酸素の使用が求められたが、上昇段には現在と同様の液体水素/液体酸素の使用に変更された。液化メタンの使用が検討された背景には将来の火星探査において火星の大気から製造したメタンを使用する為の事前演習の意図があった。
推進剤の選定の条件として赤道軌道から月の極域に宇宙船を着陸する必要があり、NASAはRL10を下降段の主要な動力として使用することを決めた。
現在の仕様では4基のRL10が下降段への使用と1基のRL10が上昇段に使用する事が求められる。現在、デルタIIIとデルタIVで使用されるRL10B-2エンジンは最大出力の20%まで出力を調整できる。月面からLSAMが浮上、円滑に軟着陸する為には新しいRL10は出力を10%まで調整できる必要がある。RL10を使用する事でNASAは既存の機器を使用する事により、有人飛行の為の性能向上の改良にも拘らず経費を低く抑える事を目論む。

### 共通拡張可能型極低温エンジン
共通拡張可能型極低温エンジンCommon Extensible Cryogenic Engine(CECE)はRL10エンジンの出力制御を向上させ、ディープスロットルを実現する為に開発された試験機である。NASAはプラット&ホイットニーとCECE実証エンジンの開発に契約した。2007年、(出力が変動するが)1/11まで出力を調整できる操作性が実演された。2009年、NASAはこの種のエンジンでは記録となる104%から8%までの調整に成功したと報告した。出力の変動は噴射器と推進剤の温度、流量、圧力の制御による推進剤供給システムの改良により解消された。

### DIRECT
DIRECT version 3.0がアレスIとアレスVシリーズのコモン・コア・ステージの換装として提案され、RL-10を提案されたJ-246とJ-247ロケットの第2段へ採用するように勧められた 。アレスVの地球離脱ステージと同等の役割を提供する為に提案されているジュピター上段ロケットに最大7基のRL10エンジンが採用される予定であった。

## アルテミス計画
アルテミス計画で用いられるスペース・ローンチ・システムブロックIの第2段では、デルタ極低温第2段（DCSS）の派生型である暫定極低温推進段（iCPS）が採用されている。これに採用されているRL-10は当初RL-10B-2を1基であり 、アルテミス2号からC-2型に更新される。
続いて予定されているブロックIBの第2段でも、4機のRL10A-4-2型が採用されている。

## RD-0146
RD-0146はロシアとプラット&ホイットニーとの協力による低温液体燃料ロケットエンジンである。RL-10のロシア版である。RD-0146エンジンはロシアのヴォロネジのキマフトマティキ設計局(KBKhA)がアメリカのプラント&ホイットニー・ロケットダインと協力してできた。2009年にロシア連邦宇宙局は開発中の次世代のPPTS有人宇宙船のRus-Mロケットの2段目にこのエンジンを採用した。

### 開発
1997年、プロトンロケットを生産するクルニチェフ国家研究生産宇宙センターは推力100 kNで高高度で性能を発揮できるノズル伸展式の新しい低温液体燃料ロケットエンジンの開発をキマフトマティキに打診した。ロケットは更新されたプロトンロケットと次世代のアンガラロケットの上段として予定されていた。
1999年、クルニチェフはキマフトマティキにプロトンとアンガラのエンジンとしてRD-0146Uの開発を注文した。開発は部分的にプラット&ホイットニーから資金を調達した。2000年4月7日にプラット&ホイットニーとキマフトマティキはプラット&ホイットニーがRD-0146の国際的に排他的な販売権を取得する事で合意した。

### 詳細
RD-0146は特徴としてロシア初のガス発生器を備えないエンジン(エキスパンダーサイクル)であると同時に非冷却式伸展式ノズルを備えたエンジンでもある。複数回の着火と2軸の推力制御が可能である。開発者によると幸運な事にガス発生器を備えない事により複数回の点火に高い信頼性を確保できるという。